# Mala Zarkwa
Mala Zarkwa (bulgarisch Мала църква; zu deutsch Kleine Kirche) ist ein Dorf mit 467 Einwohnern in der Gemeinde Samokow in der Oblast Sofia. Bis 1887 trug das Dorf den Namen Srabsko Selo (Сръбско село), was übersetzt serbisches Dorf bedeutet. Mala Zarkwa liegt etwa zehn Kilometer südlich von dem Verwaltungszentrum der Gemeinde in Samokow entfernt. Das Dorf liegt auf einer Höhe von etwa 1195 Metern über dem Meeresspiegel. Haupteinnahmequellen von Mala Carkwa sind die Forst- und Landwirtschaft.